# Индустриальный союз Донбасса
Корпорация «Индустриальный союз Донбасса» (ИСД) — украинская металлургическая компания. Штаб-квартира — в Донецке.
Компания основана в 1995 году. В неё входят более 40 компаний Украины и других стран. Финансировала футбольные клубы Металлург Донецк и Сталь Каменское

## Собственники и руководство
Контрольный пакет акций ИСД принадлежит пулу российских инвесторов, включающему одного из создателей металлургической компании «Евраз» Александра Катунина. Утверждалось, что сделка по покупке данного пакета акций, осуществлённая в декабре 2009 года при участии Внешэкономбанка, совершена в интересах самого «Евраза». Владельцами ещё 49,9 % акций ИСД являются украинские предприниматели Сергей Тарута и Олег Мкртчан.
В феврале 2007 года объявлялось о проведении переговоров о слиянии ИСД и российской металлургической группы «Газметалл», однако в итоге сделка не состоялась.

## Деятельность
Первичный капитал компания накопила на поставках газа промышленным предприятиям Донецкой области в середине 90-х. Тогда ИСД работал с использованием административного ресурса своего совладельца Виталия Гайдука, который работал заместителем председателя Донецкой облгосадминистрации, подписавшей распоряжение о назначении ИСД главным газовым снабженцем региона.
В 2002 году ИСД объединил свои сбытовые сети с одним из крупнейших металлотрейдеров в мире — Duferco. В 2006 году даже было объявлено, что ИСД намерен купить акции Duferco, но завершились ли переговоры реальными договорённостями, неясно. Тем более, что похожие намерения озвучил российский «Новолипецкий металлургический комбинат».
На сегодняшний день ИСД занимается производством стали, проката, труб, кокса, оборудования для чёрной металлургии и коксохимической промышленности. До недавнего времени в сферу влияния корпорации входил телекоммуникационный холдинг «Фарлеп», но в 2005 г. он был продан System Capital Management (Ринат Ахметов). Очень прочны позиции корпорации в агропромышленном комплексе. К примеру, ИСД через дочерние компании входит в первую пятёрку украинских свиноводов. Управляет аграрными активами ИСД ООО «Корпорация „Бахмутский союз“».
В 2007 году, совместно с Андреем Грязовым была учреждена Премия имени Андрея и Арсения Тарковских.
Крупнейшие предприятия группы:
- Алчевский металлургический комбинат
- Алчевский коксохимический завод
- Днепровский металлургический комбинат имени Ф. Э. Дзержинского
- металлургический комбинат Dunaferr
- металлургический комбинат Huta Czestochowa.

Также ИСД является владельцем медиа-холдинга «Медиа Инвест Групп»
24 октября 2007 года ОАО «Краматорский металлургический завод им. Куйбышева» обнародовало сообщение об изменениях в составе своих акционеров, из которого следует, что донецкая компания «Систем Кэпитал Менеджмент» избавилась от своей 24,94%-ной доли в предприятии. Новым собственником этого пакета акций стало ООО «Регион» — компания, которая, наряду с проектно-строительным предприятием «Азов-интэкс» и ЗАО «Визави», является соучредителем корпорации ИСД.
По данным «Интерфакса», предприятия ИСД производят 9,2 млн т стали в год. Выручка в 2005 году по МСФО — $4,5 млрд, чистая прибыль — $390 млн.
8 января 2010 года ИСД официально сообщила, что 50 %+2 акции корпорации (металлургические активы) проданы группе инвесторов, которую возглавляет швейцарская компания Carbofer, принадлежащая российскому бизнесмену Александру Катунину (является одним из основателей «Евраза»). В связи с этим из состава акционеров ИСД вышел Виталий Гайдук, экс-секретарь Совета национальной безопасности и обороны (СНБО). 49,9 % акций ИСД остались в собственности Сергея Таруты и Олега Мкртчана. Сумма сделки не оглашалась, но аналитики оценили стоимость проданного пакета акций в пределах от $1 до $3 млрд, высказав предположение, что покупатели контрольного пакета ИСД скорее всего действовали в интересах «Евраза».

## Политика
- На выборах 2006 года на Украине проектом ИСД являлась партия «Эко+25 %»[10], не прошедшая в парламент.